# Weibersbach (Kahl, Schimborn)
Der Weibersbach ist ein linker Zufluss der Kahl im Landkreis Aschaffenburg im bayerischen Spessart.

## Geographie

### Verlauf

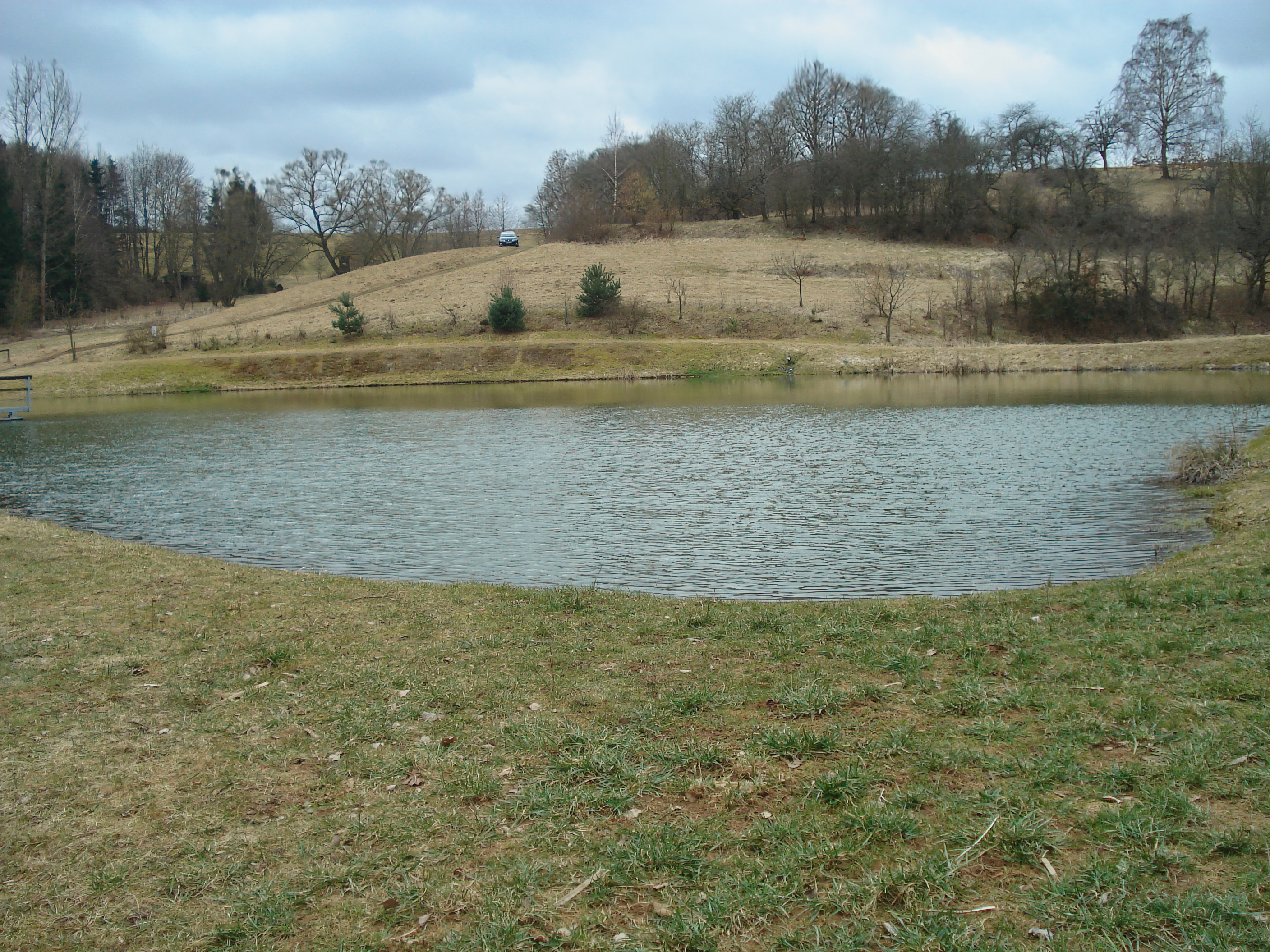
Der Milchgrundweiher

Der Weibersbach historisch belegbar auch Daxberger Bach genannt, entspringt östlich von Daxberg im Milchgrund beim Froschmaul. Ein Teil des Weibersbachs speist zusammen mit der Quelle vom Schäfersgrund, den im Jahre 2000 errichteten Milchgrundweiher. Der Ablauf dieses Weihers mündet wieder in den Weibersbach. Er verläuft am Osthang des Glasberges Richtung Nordosten, wird von weiteren Quellen gespeist und erreicht Schimborn. Dort fließt der Weibersbach zwischen den Häusern entlang, unterquert die Staatsstraße 2305 und verläuft zur „alten Mühle“. Der Weibersbach mündet dort unterhalb der Feldkahl in einen linken Arm der Kahl.

### Flusssystem Kahl
- Liste der Fließgewässer im Flusssystem Kahl